# フィリップ・ストイコヴィッチ
フィリプ・ストイコヴィッチ（セルビア語: Филип Стојковић, Filip Stojković、発音: [fǐlip stǒːjkoʋitɕ]、1993年1月22日 - ）は、セルビアとモンテネグロのサッカー選手。元モンテネグロ代表。ポジションはDF。オーストリア・ブンデスリーガに属するLASKリンツ所属。

## クラブ歴
チュプリヤで生まれラジャニで育ち、FKブドヴィク・ラジャニでサッカーを始めた。後にレッドスター・ベオグラードの下部組織に移り、2009年6月に3年のプロ契約を締結。2シーズンをFKソポトで過ごし、2011年夏にレッドスター・ベオグラードのトップチームに復帰、2012年3月にセルビア・スーペルリーガデビュー。その後、FKバナト・ズレニャニン、FKチュカリチュキに期限付き移籍。
2013年夏にチュカリチュキに完全移籍、レギュラーとして2014-15シーズンのセルビア・カップ制覇に貢献した。また、2014-15シーズン、2015-16シーズンに連続してセルビア・スーペルリーガベストイレブンに選ばれた。
2016年7月に5年契約で2. ブンデスリーガのTSV1860ミュンヘンに加入。しかしクラブは財政難により1シーズンで降格し彼も契約解除となった。
2017年6月12日にレッドスター・ベオグラードに2年契約で加入。主力の右サイドバックとしてほぼ全ての公式戦に出場し、セルビア・スーペルリーガで優勝。セルビア・スーペルリーガベストイレブンにも選ばれた。UEFAチャンピオンズリーグ 2018-19ではグループリーグでパリ・サンジェルマンFC、SSCナポリ、リヴァプールFCと対戦した。
2019年8月30日、オーストリア・ブンデスリーガ1部のSKラピード・ウィーンへ移籍した。
2022年夏、LASKリンツに移籍した。

## 代表歴
年代別代表ではセルビア代表として出場し、U-19代表としてUEFA U-19欧州選手権2012に出場した。U-21代表としてはUEFA U-21欧州選手権2015に出場した。
2016年5月にモンテネグロ代表に初招集。29日の親善試合、トルコ代表戦で初出場。

## タイトル

### クラブ
レッドスター・ベオグラード
- セルビア・カップ: 2011-12
- セルビア・スーペルリーガ: 2017-18, 2018-19

チュカリチュキ
- セルビア・カップ: 2014-15

### 個人
- セルビア・スーペルリーガベストイレブン: 2014-15, 2015-16, 2017-18, 2018-19